# Нижненитранские говоры

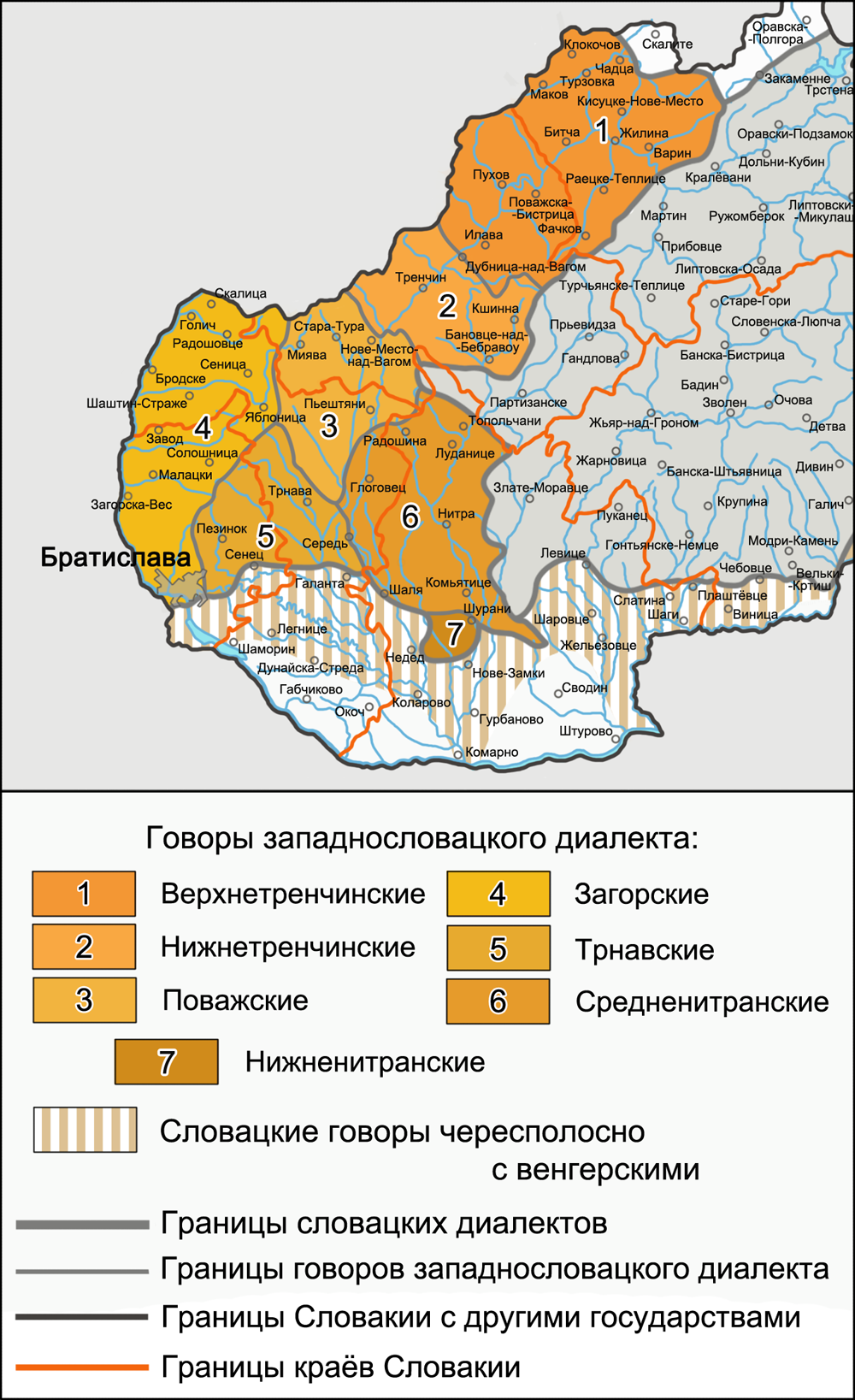
Нижненитранские говоры на карте западнословацкого диалекта

Нижнени́транские го́воры (также нижненитранский диалект; словац. dolnonitrianske nárečie) — говоры западнословацкого диалекта, распространённые в западных районах Нитранского края Словакии на небольшой территории в районе города Шурани (в юго-восточной части западнословацкого диалектного ареала). Входят вместе со средненитранскими в число юго-восточных западнословацких говоров согласно классификации, опубликованной в «Атласе словацкого языка» (Atlas slovenského jazyka). В классификации Р. Крайчовича ареал нижненитранских говоров охватывает бо́льшую территорию, чем на карте в «Атласе словацкого языка» — он включает также часть средненитранского ареала. Согласно классификации, представленной на диалектологической карте И. Рипки (I. Ripka), под названием нижненитранские говоры объединены ареалы средненитранских и нижненитранских говоров, выделенных в «Атласе словацкого языка».
Название нижненитранским говорам (как и средненитранским) дано по наименованию исторического Нитранского комитата Венгерского королевства, в границах которого произошло формирование данных говоров. А также по местонахождению нижненитранского ареала в пределах Нитранского комитата.
В работе К. В. Лифанова «Диалектология словацкого языка» (2012) отмечается, что формирование нижненитранских говоров как единой диалектной единицы окончательно не завершено. Нижненитранский диалектный ареал представляет собой совокупность относительно разнородных говоров нескольких населённых пунктов.
Нижненитранские говоры характеризуются следующими фонетическими особенностями:
1. Различное произношение гласной на месте дифтонга ie литературного языка. По этому признаку ареал нижненитранских говоров делится на несколько частей:
  - Районы с произношением í наряду с é (bílí, vím, но mléko, tréska);
  - Районы с произношением только долгого é (bélí, vém, mléko, tréska);
  - Районы с произношением только долгого í (bílí, vím, mlíko, tríska).
2. На месте ia литературного языка отмечается долгий гласный á (vác, pátek), на месте u̯o — долгий гласный ó (kón, mój, do hór).
3. В отличие от средненитранских говоров в нижненитранских полностью отсутствуют мягкие согласные: deti, ticho, kost.
4. Распространение удвоенных согласных различного происхождения: makkí, denní, precca, palla, jenna, vaččí.

Различия в морфологии нижненитранских говоров характеризуются только лишь распространением анклавов тех или иных диалектных явлений и наличием изоглосс, разделяющих ниижненитранский ареал на различные по охвату территории:
1. Анклав распространения существительных мужского рода в форме творительного падежа единственного числа bratem в районе города Шурани.
2. Распространение на части нижненитранского ареала существительных женского рода в форме творительного падежа единственного числа типа ze ženú или ze ženu. При этом для северной части ареала характерна форма zo ženóv. К югу от Врабле отмечается распространение формы типа zo ženúm.
3. Распространение одушевлённых существительных мужского рода в форме именительного падежа множественного числа типа chlapi, occová, sinovci.
4. Анклавы с наличием одушевлённых существительных мужского рода в форме именительного падежа множественного числа типа ludé, ludjé и ludí.
5. Распространение форм существительных родительного падежа множественного числа типа chlapóv, žén, hrušék, míst (наряду с mést), jadér.
6. Наличие окончания -ama у существительных женского рода в форме творительного падежа множественного числа: ženama.
7. Распространение в западной части нижненитранского ареала форм прилагательных типа dobré, dobri, dobrého, tvojého, bratového; в северо-восточной части — dobró, tvojho, bratovho.
8. Анклав распространения числительного trema в районе города Шурани.
9. Употребление формы 3-го лица множественного числа глагола «быть» sa.
10. Распространение окончаний -á и -ú у глаголов 3-го лица множественного числа: robá, berú.
11. Причастия на -l с окончаниями -v, -la: vedev, vedela, robev, robila. Кроме того, в нижненитранском ареале расположен анклав, в говорах которого распространены причастия окончаниями -l, -la: išél, išla.
12. Окончание -t у инфинитивов: robit, vléct.

В более широком ареале нижненитранских говоров, которые выделяются в классификации Р. Крайчовича, отмечаются следующие диалектные особенности:
1. Нечёткое размещение ареалов праславянских диалектных явлений — пересечение изоглосс западнословацкого и среднесловацкого происхождения. Распространение рефлексов праславянских сочетаний *ort, *olt при не акутовой интонации как rat, lat, так и rot, lot: rasocha, raždí, rásť, rakita, но и rožen, lokeť (в крайне восточных районах ražen, lakeť). Сохранение сочетания dl, изменившегося в настоящее время в ll (šillo). Распространение согласного s на месте праславянского х (например, у существительных в форме именительного падежа множественного числа: žeňísi). Значительное продвижение в нижненитранском ареале отмечается у среднесловацкой изоглоссы формы 3-го лица множественного числа глагола «быть» sa. Меньшее продвижение отмечается у таких среднесловацких явлений, как распространение существительных женского рода в форме творительного падежа единственного числа типа ženóv (среднесловацкая форма — ženou̯ «женщиной»); распространение формы именительного и винительного падежей единственного числа прилагательных среднего рода типа dobró (среднесловацкая форма — dobru̯o); наличие гласного o на месте сильного редуцированного: písok «песок». В западных областях нижненитранского ареала соответственно распространены формы ženu, dobré, písek.
2. В нижненитранских говорах отсутствует гласная фонема ä и дифтонги. На месте литературной ä употребляется гласная a (pata, maso), на месте дифтонгов — долгие гласные: á — на месте ia (vác, robá), ó — на месте u̯o (kóň, mój), í — на месте ie (vím, míšať). Правило ритмического сокращения не действует. Наличие кратких и долгих слоговых ṛ и ḷ. Для системы консонантизма характерны среднесловацкие мягкие согласные ť, ď и ň (за исключением мягкой ľ). Губно-зубная согласная v оглушается в f только в начале слова: ftáci, f‿tom, hňev, slivka. Широкое распространение удвоенных согласных различного происхождения: makkí, ďenní, precca, rossekať, palla, jenna, vaččí. Распространение среднесловацких группы str в начале слова (streda, strebať), а также групп šť, žď.
3. Распространение у одушевлённых существительных мужского рода в форме именительного падежа множественного числа окончаний -i, -ová, -ovci: chlapi, roďiči, braťi, occová, sinová, sinovci. Окончание форм родительного падежа множественного числа -óv. Распространение форм существительных женского рода родительного падежа множественного числа типа žén, ovíc (наряду с ovéc), hrušék, kosťí. Распространение западнословацких форм существительных среднего рода именительного и винительного падежей единственного числа типа srcco, vajco и pole, more, а также форм родительного падежа множественного числа типа míst, jadér, šidél, polí. Обобщение флексий прилагательных: dobrí, dobrého, dobrému, cudzí, cudzého, cudzému. В местном падеже единственного числа формы прилагательных типа o dobrom, o cudzom. Распространение местоимений в форме творительного падежа с флексиями типа se mnu, s ťebu и флексиями типа so mnóv, s ťebóv, эти два ареала разделены изоглоссой, проходящей с севера на юг.